# Zhivko Atanasov
Zhivko Atanasov (Gorni Bogrov, 3 de febrero de 1991) es un futbolista búlgaro que juega en la demarcación de defensa para el PFC Cherno More Varna de la Liga Bulgaria A PFG.

## Selección nacional
Hizo su debut con la selección de fútbol de Bulgaria el 16 de noviembre de 2023 en un partido de clasificación para la Eurocopa 2024 contra Hungría que finalizó con un resultado de empate a dos tras un gol de Martin Ádám y un autogol de Aleks Petkov para Hungría, y de Spas Delev y Kiril Despodov para Bulgaria.

## Clubes
| Club                              | País     | Año       | Partidos | Goles |
| --------------------------------- | -------- | --------- | -------- | ----- |
| FC Chavdar Byala Slatina (cedido) | Bulgaria | 2010-2011 | 37       | 1     |
| FC Septemvri Simitli (cedido)     | Bulgaria | 2011      | 12       | 0     |
| PFC Cherno More Varna             | Bulgaria | 2012-2015 | 86       | 3     |
| PFC Slavia Sofia                  | Bulgaria | 2015      | 9        | 0     |
| SS Juve Stabia                    | Italia   | 2016-2017 | 32       | 1     |
| US Viterbese 1908                 | Italia   | 2017-2019 | 72       | 6     |
| US Catanzaro 1929                 | Italia   | 2020      | 12       | 0     |
| PFC Levski Sofia                  | Bulgaria | 2020-2021 | 32       | 4     |
| PFC Cherno More Varna             | Bulgaria | 2021-     | 84       | 4     |